# ملانی اودین
 ملانی اودین (انگلیسی: Melanie Oudin؛ زادهٔ ۲۳ سپتامبر ۱۹۹۱) یک تنیس‌باز اهل ایالات متحده آمریکا است.